# スーパーヴァリュー (ROUAGEのアルバム)
スーパーヴァリューは、ROUAGEのベスト・アルバム。2001年12月19日リリース。

## 概要
- 当時のユニバーサルミュージック系列で展開されていたシリーズであり、レコード会社主導で制作されたもので、アーティスト非公認の廉価ベスト盤である。
- 選曲はラストライブを意識したもので、インディーズ・メジャーと分け隔てなく10曲が選曲された。但し「Pa・ra・no・i・a」「Cry for the moon」はマーキュリーミュージックからリリースされたベスト『-312604806-』のリミックス版、「Queen」はアルバム『BIBLE』収録のリミックス版で収録された。
- クレジットは無いが、全曲リマスタリングされている。

## 収録曲
1. Pa・ra・no・I・a
  - 作詞：KAZUSHI／作曲：RIKA
2. Cry for the moon
  - 作詞・作曲：KAZUSHI
3. Promise
  - 作詞：KAZUSHI／作曲：SHONO
4. Queen
  - 作詞：KAZUSHI／作曲：RIKA
5. insomnia
  - 作詞：KAZUSHI／作曲：RAYZI
6. 白い闇
  - 作詞：KAZUSHI／作曲：SHONO
7. アネモネ
  - 作詞：KAZUSHI／作曲：RAYZI
8. black box
  - 作詞：KAZUSHI／作曲：SHONO
9. 月のながめかた
  - 作詞：KAZUSHI／作曲：RAYZI
10. 胸に降る雨、胸に咲く花。
  - 作詞：KAZUSHI／作曲：RIKA